# Pleospora submersa
Pleospora submersa är en svampart som beskrevs av J. Webster & M.T. Lucas 1961. Pleospora submersa ingår i släktet Pleospora och familjen Pleosporaceae.   Inga underarter finns listade i Catalogue of Life.